# Heterixalus madagascariensis
Heterixalus madagascariensis är en groddjursart som först beskrevs av Duméril och Gabriel Bibron 1841.  Heterixalus madagascariensis ingår i släktet Heterixalus och familjen gräsgrodor. IUCN kategoriserar arten globalt som livskraftig. Inga underarter finns listade i Catalogue of Life.